# 丁偉傑
丁偉傑（英語：Stephen Ting Wai Kit，1968年—），香港now寬頻電視及广州电视竞赛台足球評述員。丁偉傑旁述風格資訊性甚強，習慣以詳細資料搜集作分析足球賽事，他並將以往評述過的比賽、經年收集得來的資料儲存成為資料庫。早年已攜帶手提電腦進行直播以向觀眾提供足球數據，其手提電腦並非用作上網，而是以自己的資料庫輔助旁述。

## 職業生涯
丁偉傑香港培正中學校友，珠海學院新聞系畢業，大專期間已經為無綫電視體育組擔任助導，主要負責球迷世界、英超精華等節目的幕後製作，另參與歐洲國家盃及巴塞隆拿奧運製作。畢業後加入新報及太陽報當體育版記者，負責報導本地及國際足球消息。
他於1994年加入香港有線電視，擔任資料搜集及職業體育評述員。當時有線體育台是香港第一個以體育為主的頻道，購入ESPN的节目，当时ESPN没有自己的评述员，有线就用ESPN的节目加入自己的评述，他可算是香港第一批全職的職業體育評述員。他职业讲波生涯的第一场球賽是荷甲阿積士對飛燕諾。
1995年是丁偉傑职业生涯的里程碑，他加入總部位於新加坡的ESPN STAR Sports（ESS），於ESPN及STAR Sports兩個體育頻道擔任足球評述工作，效力8年間，主力擔任NBA及英超、西甲等足球賽事評述，他與何輝、江忠德及黃興桂的旁述廣獲好評。同時亦兼任亞洲電視評述員。
2003年，丁偉傑離開ESPN STAR Sports，加入廣州電視台擔任評述員，負責英超、意甲、世界盃外圍賽等賽事直播。同時亦成為亞洲電視合約評述員，主要負責歐洲聯賽冠軍盃及西甲。當時他在香港生活，星期六、日則在廣州擔當評述工作。
2007年初，因有線另一位旁述員潘源良請假，曾短暫回歸香港有線電視客串，旁述歐洲足協盃賽事。
2007年now寬頻電視重金奪得香港英超播映權，丁偉傑回到香港發展，轉投now寬頻電視旗下，主力旁述英超及意甲四強的賽事。英格蘭足總杯及歐洲聯賽冠軍杯賽事舉行期間，會回到廣州電視台作為嘉賓旁述賽事。
現時他亦在香港報章體育版及雅虎香港撰寫足球專欄。
2007年開始他亦在廣東佛山電臺FM92.4頻道，主持電臺節目《同步足球世界》。2013年末約滿後離開該節目。
2015年加盟樂視評述內地粵語英超。
2022年於廣州廣播電視台競賽頻道及南國都市頻道擔任嘉賓評述2022卡塔爾世界盃。

## 曾旁述重要賽事
- 1998年世界盃（現場旁述）
- 歐洲聯賽冠軍盃
- 歐洲足協盃
- 英格蘭超級足球聯賽
- 西班牙甲組足球聯賽
- 荷蘭足球甲級聯賽
- 德國足球甲級聯賽

## 個人生活
丁偉傑曾在廣州经营的一家高级餐廳"丁煮場"(荔湾区中山七路富邦中心1楼129-131铺)，但該餐廳已于2021年6月結業。

## 外部連結
- 廣州足球網丁偉傑專訪
- 雅虎香港 丁偉傑專欄 http://hk.sports.yahoo.com/stephen/（页面存档备份，存于）
- 丁偉傑博客 https://web.archive.org/web/20100407193531/http://dwjworkshop.blog.163.com/